# 氨基镉
氨基镉是一种无机化合物，化学式为Cd(NH2)2，加热会爆炸。

## 制备
氨基镉可由硫氰酸镉和氨基钾在液氨中反应得到：
Cd(SCN)2 + 2 KNH2 → Cd(NH2)2 + 2 KSCN